# Komarasheve
Komarasheve  (ucraniano: Комарашеве) es una localidad del Raión de Mykolaivka en el Óblast de Odesa de Ucrania. Según el censo de 2001, tiene una población de 156 habitantes.